# Дубицький Никанор Миколайович
Никано́р Микола́йович Дуби́цький (* 5 лютого 1937, село Ніверка, нині Кам'янець-Подільського району Хмельницької області — 4 липня 2018 р., смт Муровані Курилівці Вінницької області) — український прозаїк-гуморист, публіцист, журналіст. Член Національної спілки письменників України від 1999 р.

## Біографія
Народився 5 лютого 1937 року в селі Ніверка, нині Кам'янець-Подільського району Хмельницької області.
Закінчив Хмельницьке медичне училище. Завідував клубом, працював на будовах Кам'янця-Подільського, зубним лікарем на Рівненщині.
Навчався у Львівському державному університеті ім. І. Франка.
35 років віддав журналістиці, з них 25 — в Мурованих Курилівцях. Працював у  чемеровецькій районній газеті «Нове життя» на Хмельниччині, мурованокуриловецькій «районці» — «Наше Придністров'я» на Вінниччині.
Помер 4 липня 2018 р. у смт Муровані Курилівці Вінницької області. Похований на кладовищі містечка.

## Творчість
Першу гумореску опублікував 1952 року в журналі «Перець». У 1966 р. його нарис «Валун» зайняв перше місце на конкурсі газети «Радянська україна» про сучасника.
Автор книг:
- «Генеральна репетиція» (Київ, 1988),
- «Козирний туз» (Одеса, 1989),
- «Плач Геракла» (Київ, 1991),
- «Дуля з маком» (Вінниця, 1994),
- «Вони з Придністров'я» — нариси про письменників-вихідців з Муровано-Куриловецького району (Вінниця, 2000),
- «Чому тужить сопілка» — оповідання для дітей дошкільного віку (Вінниця, 2002),
- «Притча про дублянку» (Харків, 2003),
- «Вибрик фортуни» (Харків, 2005),
- «І тут підійшов Сянко…» (Харків, 2011),
- «Файне слово».[5]

Окремі твори виходили російською, білоруською й польською мовами. У різних репертуарних збірках надруковані кілька одноактних п'єс. Виступав також з рецензіями на твори літераторів-земляків.
Член НСПУ (з 1999 р.), член НСЖУ.

## Нагороди і почесні звання
Нагороджено медалями. Лауреат Всеукраїнської літературно-мистецької премії імені Степана Руданського (2007).